# 若桜拓海
若桜 拓海（わかさ たくみ、1984年 - ）は、日本のライトノベル作家である。

## 概要
Twitterのプロフィール欄では「秋田県」在住となっている。
第4回ノベルジャパン大賞（現: HJ文庫大賞）で『ヒミコをめざせ! 〜Ryu-Jin-Go〜』により奨励賞を受賞し、2011年4月に同作を『龍刃機神と戦う姫巫女』へ改題してデビューした。

## 作品
- 『龍刃機神と戦う姫巫女』（イラスト: 鍋島テツヒロ、HJ文庫〈ホビージャパン〉）[5]
- 『リア王!』（イラスト: モノリノ、HJ文庫〈ホビージャパン〉）[8]
- 『魔法剣士のエクストラ』（イラスト: 橘由宇、HJ文庫〈ホビージャパン〉）[9]
- 『異世界創造の絶対神』（イラスト: 村上ゆいち、HJ文庫〈ホビージャパン〉）[10]
- 『成り上がり魔王のお忍び天下統一計画』（イラスト: 風花風花、HJ文庫〈ホビージャパン〉）[11]
- 『最強無名の剣聖王 〜没落した子孫に転生した四百年前の英雄、未来でも無双して王座を奪還する〜』（イラスト: 黒獅子、HJ文庫〈ホビージャパン〉）[12]